# ただいま侵略中!
『ただいま侵略中!』（ただいましんりゃくちゅう）とはうおなてれぴんによる日本の漫画作品。双葉社の月刊雑誌『コミックハイ!』にてVOL.64読切掲載後、VOL.67（2010年11月号）からVOL.87（2012年7月号）まで奇数号隔月連載された。
宇宙人であるミュアが地球にやってきた目的は千種友紀の異星人と交配可能な特殊な遺伝子を採取することだった。友紀をめぐって繰り広げられるスペースコメディである。

## 主な登場人物
千種 友紀（ちぐさ ともき）
女性が苦手。両親の海外赴任を機に一人暮らしを始める。
ミュア
宇宙人で友紀の部屋に居候する。普段は友紀の通う学校で教鞭をとる。
桜子（さくらこ）
友紀の母。特殊な遺伝子の持ち主で、自らを護るために自衛官となっていた。
理緒（りお）
友紀の妹。飛び級で通うアメリカの大学特殊な遺伝子を研究する天才。
早川 芳乃（はやかわ よしの）
友紀の幼馴染だが、道野先生に利用される。
道野 (みちの)
普段は友紀の通う学校で養護教諭をしているが、正体はミュアと同じ星から来た宇宙人。色仕掛けで友紀に迫る。

## 書誌情報等

### 単行本
うおなてれぴん 『ただいま侵略中!』 双葉社
1. 2011年8月11日発売、ISBN 978-4575839456
2. 2012年8月10日発売、ISBN 978-4575841206